# レムセン賞
レムセン賞（Remsen Award）はアメリカ化学会によって1946年以来授与されている化学の賞。アメリカ合衆国の化学者アイラ・レムセンの功績を讃えて創設された。

## 受賞者
- 1946年 Roger Adams
- 1947年 Samuel C. Lind
- 1948年 Elmer McCollum
- 1949年 Joel Henry Hildebrand
- 1950年 エドワード・カルビン・ケンダル
- 1951年 ヒュー・テイラー
- 1952年 William M. Clark
- 1953年 エドワード・ローリー・タータム
- 1954年 ヴィンセント・デュ・ヴィニョー
- 1955年 ウィラード・リビー
- 1956年 Farrington Daniels
- 1957年 メルヴィン・カルヴィン
- 1958年 ロバート・バーンズ・ウッドワード
- 1959年 エドワード・テラー
- 1960年 ヘンリー・アイリング
- 1961年 ハーバート・ブラウン
- 1962年 ジョージ・ポーター
- 1963年 ハロルド・ユーリー
- 1964年 Paul Doughty Bartlett
- 1965年 James R. Arnold
- 1966年 ポール・エメット
- 1967年 マーシャル・ニーレンバーグ
- 1968年 ハー・ゴビンド・コラナ
- 1969年 Albert Lester Lehninger
- 1970年 ジョージ・ハモンド
- 1971年 George C. Pimentel
- 1972年 チャールズ・タウンズ
- 1973年 Frank Westheimer
- 1974年 イライアス・コーリー
- 1975年 ヘンリー・タウベ
- 1976年 ウィリアム・リプスコム
- 1977年 Ronald Breslow
- 1978年 ジョン・ポラニー
- 1979年 ハリー・グレイ
- 1980年 ロアルド・ホフマン
- 1981年 中西香爾
- 1982年 Harden M. McConnell
- 1983年 ジョージ・M・ホワイトサイズ
- 1984年 Earl Muetterties
- 1985年 リチャード・ゼア
- 1986年 ギルバート・ストーク
- 1987年 スティーブン・リパード
- 1988年 Mildred Cohn
- 1989年 バリー・シャープレス
- 1990年 ロバート・バーグマン
- 1991年 ルドルフ・マーカス
- 1992年 William A. Klemperer
- 1993年 Christopher T. Walsh
- 1994年 Edward L. Solomon
- 1995年 Alfred G. Redfield
- 1996年 デヴィッド・エヴァンス
- 1997年 William H. Miller
- 1998年 Peter Dervan
- 1999年 Tom Meyer
- 2000年 アレクサンダー・パインズ
- 2001年 エイドリアン・バックス
- 2002年 Matthew S. Platz
- 2003年 Henry F. Schaefer
- 2004年 サミュエル・ダニシェフスキー
- 2005年 Judith P. Klinman
- 2006年 ガボール・ソモライ
- 2007年 Peter F. Leadlay
- 2008年 John C. Tully
- 2009年 ジャン・フレシェ
- 2010年 John T. Groves
- 2011年 Graham R. Fleming
- 2012年 Daniel G. Nocera
- 2013年 エリック・ジェイコブセン
- 2014年 Emily Carter
- 2015年 ジョアン・スタビー
- 2016年 チャールズ・リーバー
- 2017年 ロバート・グラブス
- 2018年 チャド・マーキン
- 2019年 Catherine J. Murphy
- 2020年 Tom W. Muir
- 2021年 Todd Martinez
- 2022年 Scott Miller
- 2023年 Steven Sibener